# カン・ミナ (歌手)
カン・ミナ（朝: 강미나、漢: 康美娜、英: Kang Mi-na、1999年12月4日 - ）は、韓国の歌手、女優。2017年1月31日まで女性アイドルグループ「I.O.I」として、2020年12月31日まで女性アイドルグループ「gugudan」で活動。グループ解散後は個人で活動している。STORY Jカンパニー所属。身長162cm。

## 来歴

### 2016年
1月22日～4月1日、Mnetのオーディション番組「PRODUCE 101」に出演し、最終順位9位で「I.O.I」のデビューメンバーに選抜。

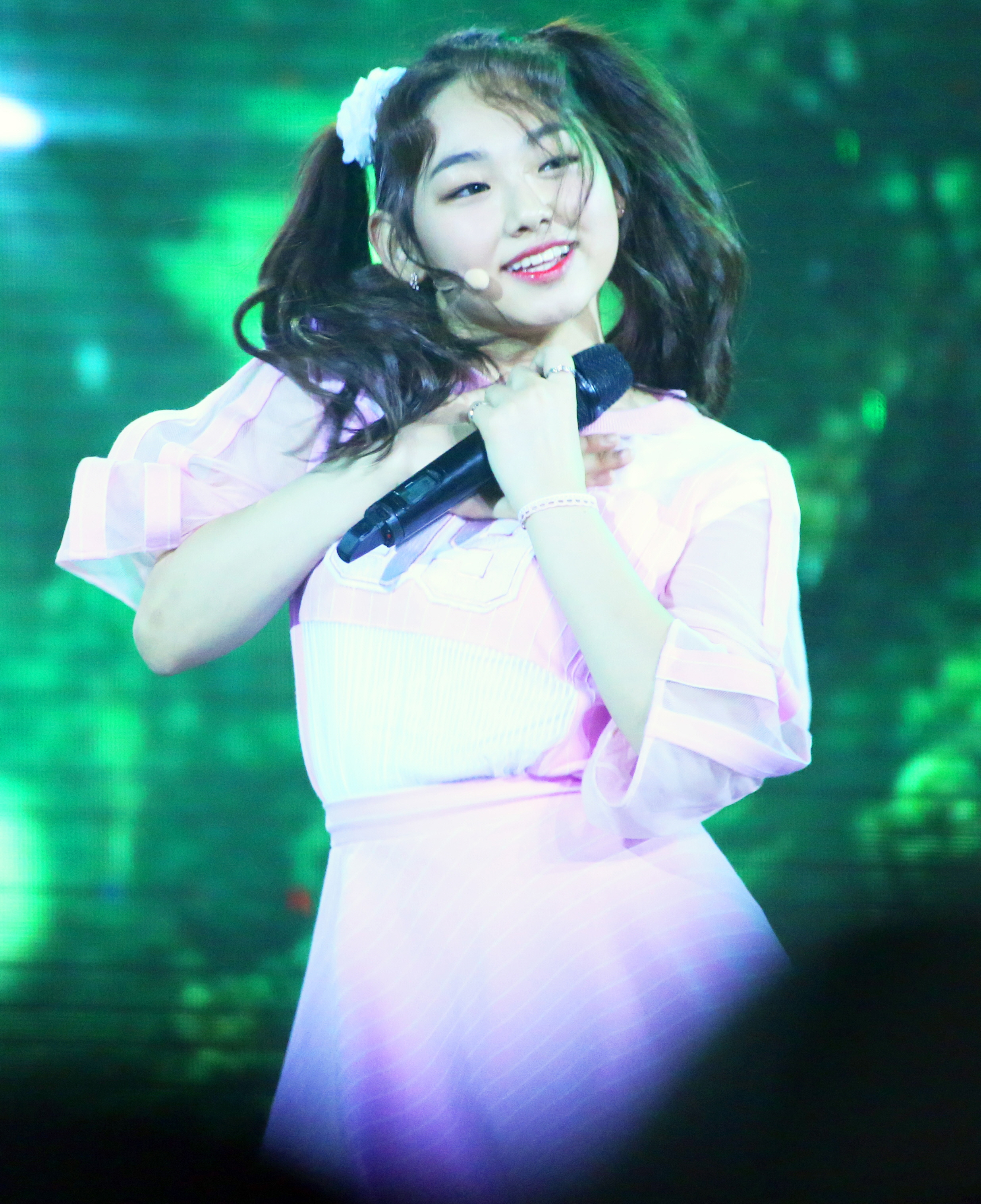
2016年9月3日

5月4日、「I.O.I」のメンバーとしてデビュー。
6月28日、所属事務所のJellyfishエンターテインメントより同事務所初のガールズグループ「gugudan」のメンバーとしてデビュー。

### 2017年
1月31日、「I.O.I」としての活動が終了し、解散。

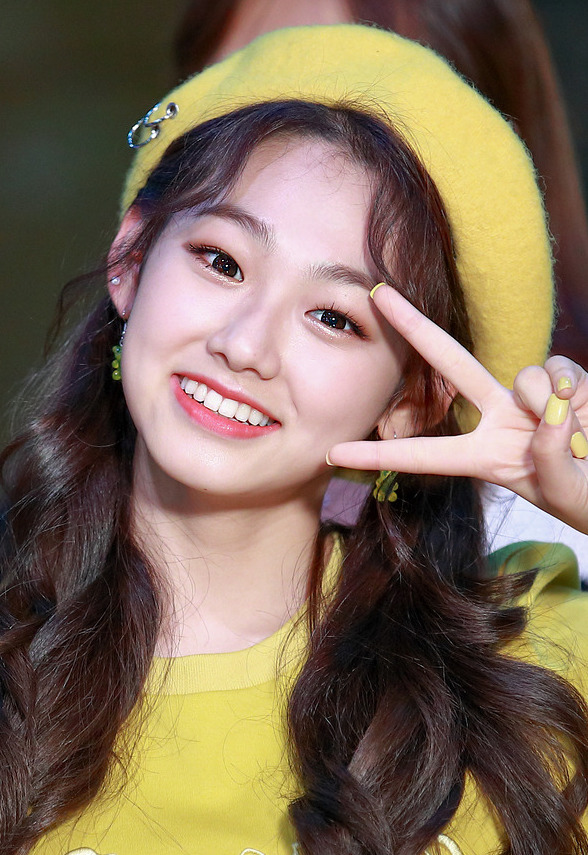
2017年9月9日

5月18日、膝を負傷し、治療のため当分「gugudan」の活動を中止することを発表。
8月10日、サブユニット「gugudan 5959」としてデビュー。

### 2018年
2月8日、ソウル公演芸術高等学校を卒業。

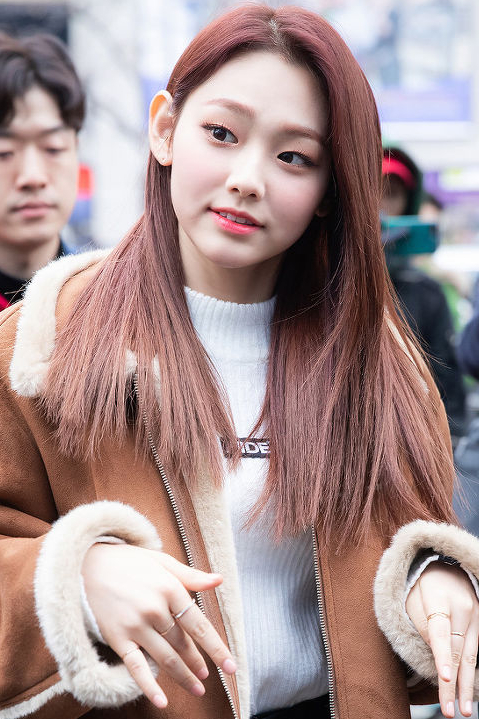
2018年12月21日

2月24日、MBC「ショー! 音楽の中心」のMCに就任。Wanna Oneのオン・ソンウ、NCTのマークとともにMCを務める。
7月10日、サブユニット「gugudan SEMINA」としてデビュー。

### 2020年
5月30日、2018年2月から約2年3ヶ月間にわたりMCを務めたMBC「ショー! 音楽の中心」を降板。
12月31日、「gugudan」がデビューから4年で解散。

### 2023年
6月、gugudan時代から所属したJellyfishエンターテインメントとの専属契約が終了し、7月にStory J Companyと専属契約を締結した。

## ディスコグラフィ

### OST
| No. | リリース日     | タイトル              | 収録曲                                      | 備考                                           |
| --- | -------------- | --------------------- | ------------------------------------------- | ---------------------------------------------- |
| 1   | 2018年11月20日 | 계룡선녀전 OST Part 2 | 1. Peach Paradise 2. Peach Paradise (Inst.) | tvN「ケリョン仙女伝～恋の運命はどっち!?～」OST |

## 出演

### TV

#### バラエティ
- PRODUCE 101 (2016年、Mnet)
- バトルトリップ（2018年、KBS2）[13]
- ショー! 音楽の中心（2018年 - 2020年、MBC）- MC[8]
- ジャングルの法則 in ロストジャングル（2019年、SBS）[14][15]

#### テレビドラマ
- 2度目のファースト・ラブ（2017年、MBC） - ハン・イェスル役[注 1][16]
- 直立歩行の歴史（2017年、tvN） - ミナ役[17]
- トッコ リワインド～復讐の毒鼓～（2018年、oksusu・KakaoPage） - キム・ヒョンソン役[18]
- ケリョン仙女伝～恋の運命はどっち!?～（2018年、tvN） - チョ・ムスン役[19]
- ホテルデルーナ～月明かりの恋人～（2019年、tvN） - キム・ユナ役[20]
- サマーガイズ（2021年、Seezn・ABEMA）[21][22] ※韓国コンテンツ振興院ショートフォームコンテンツ制作支援事業選定作品
- 九尾の狐とキケンな同居（2021年、tvN）- ジナ役（特別出演）[23]
- 花が咲けば、月を想い（2021年、KBS2）- ハン・エジン役[24]
- 美男堂の事件手帳（2022年、KBS2） - ナム・ヘジュン役
- サムダルリへようこそ（2023年、JTBC） - チョ・へダル役

### ミュージックビデオ
- HONEYST「연애하고싶은데요（→恋愛したいです）」（2017年11月）[25]

## モデル・広告
- lilybyred（2018年）[26]
- PAPA JOHN’S（2020年）[27]

## 受賞歴
| 年   | 受賞歴                                                     |
| ---- | ---------------------------------------------------------- |
| 2018 | - 2018 MBC放送芸能大賞 ミュージック・トーク部門 女性新人賞 |